# 丰口四面坊
丰口四面坊又名台宪坊，位于中国安徽省黄山市歙县富堨镇中溪村丰口，介于国家历史文化名城歙县县城通往国家历史文化名镇许村镇的公路009县道与溪水之间。
丰口四面坊建于明嘉靖年间（1522-1566）,用于旌表明代云南按察司佥事郑绮。型制独特，平面呈口字形，正方形边长3.8米，高11米。其南面刻有“台宪”二字，西面刻有“恩荣”、“进士”，北面刻“敕赠”、“廷尉”，有圣旨板。
1998年5月4日，丰口四面坊公布为安徽省文物保护单位。